# Fjällmyskgräs
Fjällmyskgräs (Hierochloe alpina) är en växtart i familjen gräs.